# Isla Morelos
Isla Morelos är en ort i Mexiko.   Den ligger i kommunen Pijijiapan och delstaten Chiapas, i den sydöstra delen av landet, 800 km sydost om huvudstaden Mexico City. Isla Morelos ligger 10 meter över havet och antalet invånare är 309.
Terrängen runt Isla Morelos är mycket platt. Havet är nära Isla Morelos åt sydväst. Runt Isla Morelos är det ganska glesbefolkat, med 27 invånare per kvadratkilometer. Närmaste större samhälle är La Esperanza, 2,6 km väster om Isla Morelos. Omgivningarna runt Isla Morelos är en mosaik av jordbruksmark och naturlig växtlighet.